# VideoLAN
是开发通过局域网（LAN）播放视频及其他媒体格式的软件的计划。最初开发了两个媒体流媒体程序VideoLAN Client（VLC）及VideoLAN Server（VLS），然而大部分的VLS功能都逐渐整合進VLC，所以就將VLC改名為VLC media player。

VideoLAN各项目的共同标志

這個計畫原本是巴黎中央理工學院學生的專題計畫，但自从以GNU通用公共许可协议发布自由软件之后，这个计划吸引了来自20多个国家的开发团队。

## 架构支持
| 操作系统 | 32位支持 | 64位支持 |
| -------- | -------- | -------- |
| Windows  | 是       | 是       |
| Mac OS X | 是       | 是       |
| Linux    | 是       | 是       |

## 项目

### VLC
VLC多媒體播放器（英語：VLC media player）是个可移植的，支持多数音视频编码及格式、DVD、VCD以及各种协议流媒体的多媒体播放器、解码器及串流器。可通过网络串流及传输媒体文件并将其保存为各种格式。是最具有平台独立性的播放器之一，支援Windows、Mac OS X、GNU/Linux、FreeBSD、NetBSD、OpenBSD、Solaris、Android、iOS、QNX、Syllable Desktop及OS/2，并且在2009年11月有超过3亿次的下载量。

### VLMC
VideoLAN Movie Creator （页面存档备份，存于）（VLMC）是跨平台、非線性的视频编辑应用程序，基于VLC多媒體播放器。该软件还处于早期的开发阶段。

### VLS
VLS计划的初衷是用作串流视频的服务器。现已并入VLC计划，并且VLS不被推荐使用。

### 编解码器
VideoLAN计划还管理着一些音视频编解码器和算法库，诸如libdvdcss允许使用CSS保护DVD，x264可解码H.264/MPEG-4 AVC视频，libdca可解码DTS音频及FFmpeg多媒体框架的Git存储库。

### VLMa
VLMa（VideoLAN Manager）是一个管理电视频道的广播、接收数字无线地面传播或卫星信号的程序。拥有用Java写成的类似网站的界面。能制作音频和视频文件流。VLMa包括一个守护进程（VLMad）和一个网页界面（VLMaw）。
VLMa像VLC那样以GNU通用公共许可协议发布。

### VLC media player Skin Editor
VLC Skin Editor是VideoLAN开发的小程序。其简单的界面可使用户无需掌握VLC Skins2 XML System的知识就能为VLC多媒体播放器创建新皮肤。能让用户定制主窗口、播放列表及均衡器窗口。当前版本为2.0.6，能从VideoLAN官方网站下载。

## 商业应用
2008年，Neuros Technology和德州仪器开始在他们的下一代开放式机顶盒中使用VideoLAN的一个移植版本。。